# 八雲温泉 (北海道)
八雲温泉（やくもおんせん）は、北海道二海郡八雲町鉛川にある温泉である。鉛川温泉とも呼ばれる。

## 泉質
2種類の源泉がある。
- ナトリウム - 塩化物・炭酸水素塩泉（中性低張性高温泉）[1]（旧泉質名：含重曹 - 食塩泉）
  - 源泉温度 45.5℃[1]、pH 6.4（中性）、湧出量 600L/min（動力揚湯）
  - 微淡黄色 透明、弱炭酸味、無臭[2]

- ナトリウム・カルシウム―炭酸水素塩・塩化物泉（低張性中性高温泉）[1]、
  - 源泉温度 49.1℃[1]

## 温泉地
遊楽部川支流鉛川上流に、宿泊施設「八雲温泉 おぼこ荘」および日帰り入浴施設「おぼこレクリエーションセンター」が隣接して建つ。宿泊施設の客は日帰り入浴施設をそのまま利用できる。施設名は近くにそびえる雄鉾岳に由来する。「おぼこレクリエーションセンター」は男女それぞれに内風呂と露天風呂を備える。加水掛け流し方式。
上記の2施設のほか、研修宿泊施設「小牧荘」にも温泉施設があるが、一般利用はできない。
周辺には「鉛川温泉キャンプ場」がある。

## 歴史
明治時代にはこの付近にあった鉱山から、温泉が湧出し利用されていた。のちに高見米太郎が浴場を作り高見温泉と呼ばれた。高見温泉は昭和初期には鉱山会社の保養所となった。これとは別に約1km上流に温泉宿が建てられ、鉛川温泉と称していた。これら2つの温泉は1969年（昭和44年）の鉛川鉱山の閉山とともに閉鎖された。
1974年（昭和49年）、八雲町は旧高見温泉付近で温泉掘削に成功し、翌1975年（昭和50年）公衆浴場「町営八雲温泉」を開業した。1980年（昭和55年）には増改築し宿泊施設も兼ねた「町営八雲温泉 おぼこ荘」となった。2005年（平成17年）に町営温泉を閉鎖。同年民営にて新築オープンした。

## アクセス
道央自動車道八雲ICから約17km、車で20分。